# Gazeta (Alava)
Pour les articles homonymes, voir Gazeta.
Gazeta en basque ou Gáceta en espagnol est une commune ou une contrée appartenant à la municipalité de Elburgo dans la province d'Alava, située dans la Communauté autonome basque en Espagne.